# حلقات نيوتن

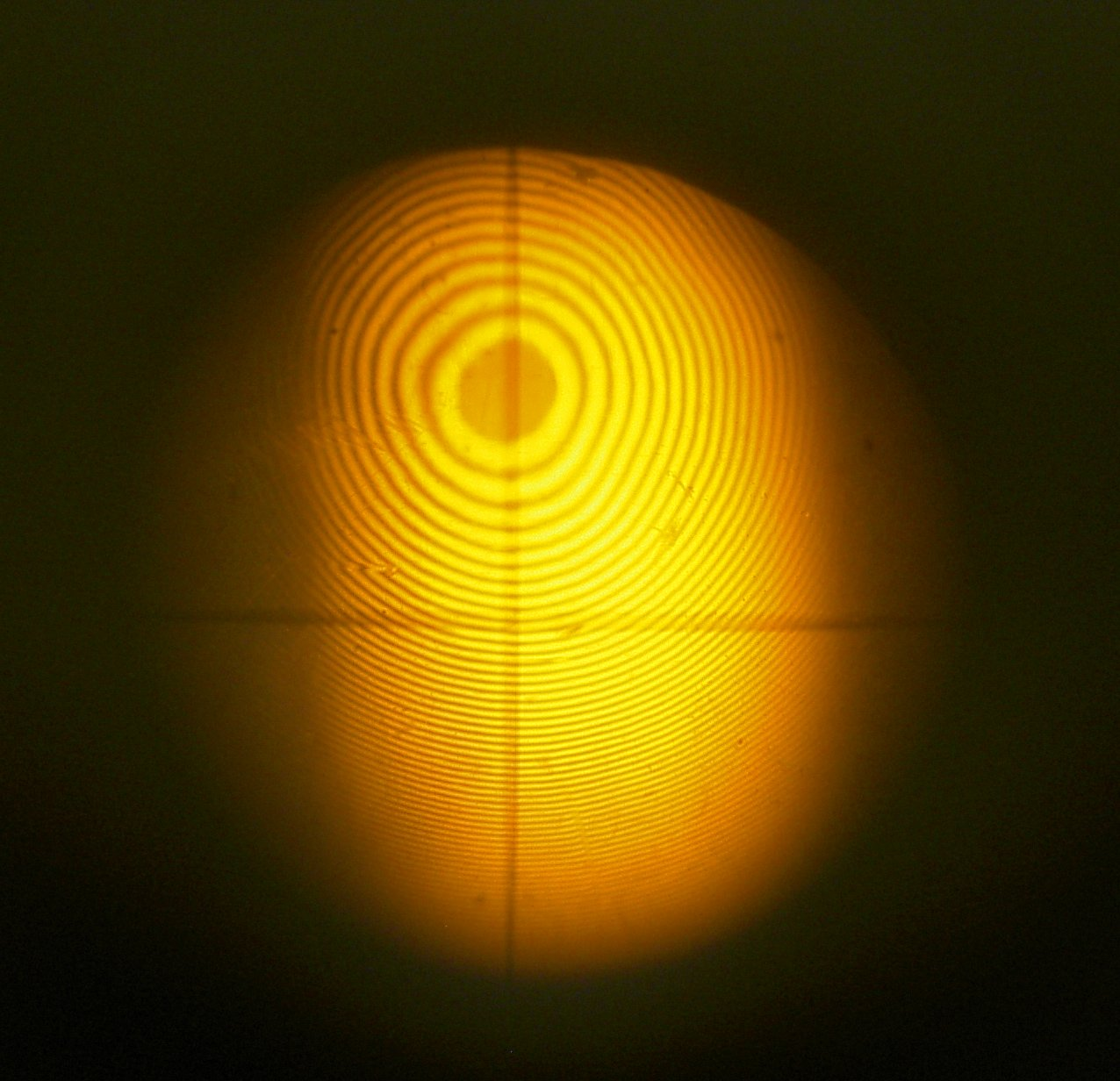
Newton's rings

التجربة المعملية :عدسة مقعرة موضوعة فوق سطح زجاجى مستوى.

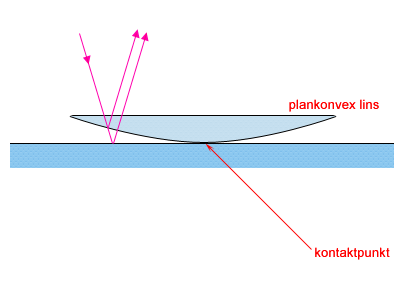

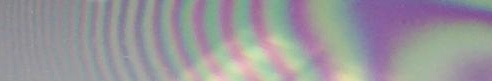
حلقات نيوتن قي حالة الضوء الأبيض.

ظاهرة حلقات نيوتن، التي تحمل اسم اسحق نيوتن، هو شكل من اشكال تداخل الضوء يحدث بسبب ظاهرة انعكاس الضوء بين سطحين—بين سطح مستوى وسطح كروي متجاوران. عندما يُنظر إليها مع ضوء أحادي اللون تبدو كسلسلة من الحلقات أو الدوائر متحدة المركز، مضيئة ومظلمة بالتناوب بحيث يكون مركز الحلقات عند نقطة الاتصال بين السطحين. وعندما ينظر إليها مع الضوء الأبيض، فإنها تشكل حلقة مركزية من ألوان قوس قزح بسبب اختلاف الأطوال الموجية للضوء الاتى تتداخل عند ابعاد مختلفة من سمك طبقة الهواء بين السطحين. الحلقات المضيئة سببها التدخل البناء بين أشعة الضوء المنعكس من كل من السطحين، في حين أن الحلقات المظلمة سببها التدخل الهدام. وأيضا يلاحظ، ان الحلقات الخارجية متقاربة على نحو أوثق من تلك الداخلية. وبالانتقال إلى الخارج من حلقة مظلمة إلى أخرى مضيئة، على سبيل المثال، يزيد فرق المسار بطول موجي واحد λ في حين ان الزيادة في سمك طبقة الهواء λ / 2. وبذيادة ميل سطح العدسة بالاتجاه إلى الخارج، يصعب الفصل أو التمييز بين الحلقات حيث يصغر سمك الحلقات كالحلقات الخارجية.
نصف قطر حلقة نيوتن N الساطعة =
{\displaystyle r_{N}=\left[\left(N-{1 \over 2}\right)\lambda R\right]^{1/2},}
حيث أن
N هو رتبة الحلقة المضيئة، و R هو نصف قطر انحناء العدسة التي يمر الضوء خلالها، وλ هي الطول الموجي للضوء المار من خلال الزجاج.
فُسرت هذه الظاهرة لأول مرة عن طريق روبرت هوك في كتابه 1664 ميكروغرافيا على الرغم من أن اسم الظاهرة مستمد من عالم الفيزياء اسحق نيوتن، الذي كان أول من حللها.